# 헤드 오브 스테이트
헤드 오브 스테이트(Head Of State)는 미국에서 제작된 크리스 록 감독의 2003년 코미디 영화이다. 크리스 록 등이 주연으로 출연하였고 엘리 르로이 등이 제작에 참여하였다.

## 출연

### 주연
- 크리스 록
- 베니 맥
- 딜란 베이커
- 닉 서시
- 린 휘트필드
- 로빈 기븐스
- 타말라 존스
- 제임스 레브혼
- 키스 데이빗

### 조연
- 트레이시 모건
- 스테파니 마치
- 로버트 스탠튼
- 주디 치코렐라

## 제작진
- 미술: 스티븐 J. 조던
- 의상: 아만다 샌더스
- 배역: 빅토리아 토머스
- 배역: 킴 콜맨